# مارا ماثر
مارا ماثر (بالإنجليزية: Mara Mather)‏ هي عالمة نفس أمريكية، ولدت في 8 يوليو 1972.